# A zaporozsjei kozákok levele IV. Mohamednek

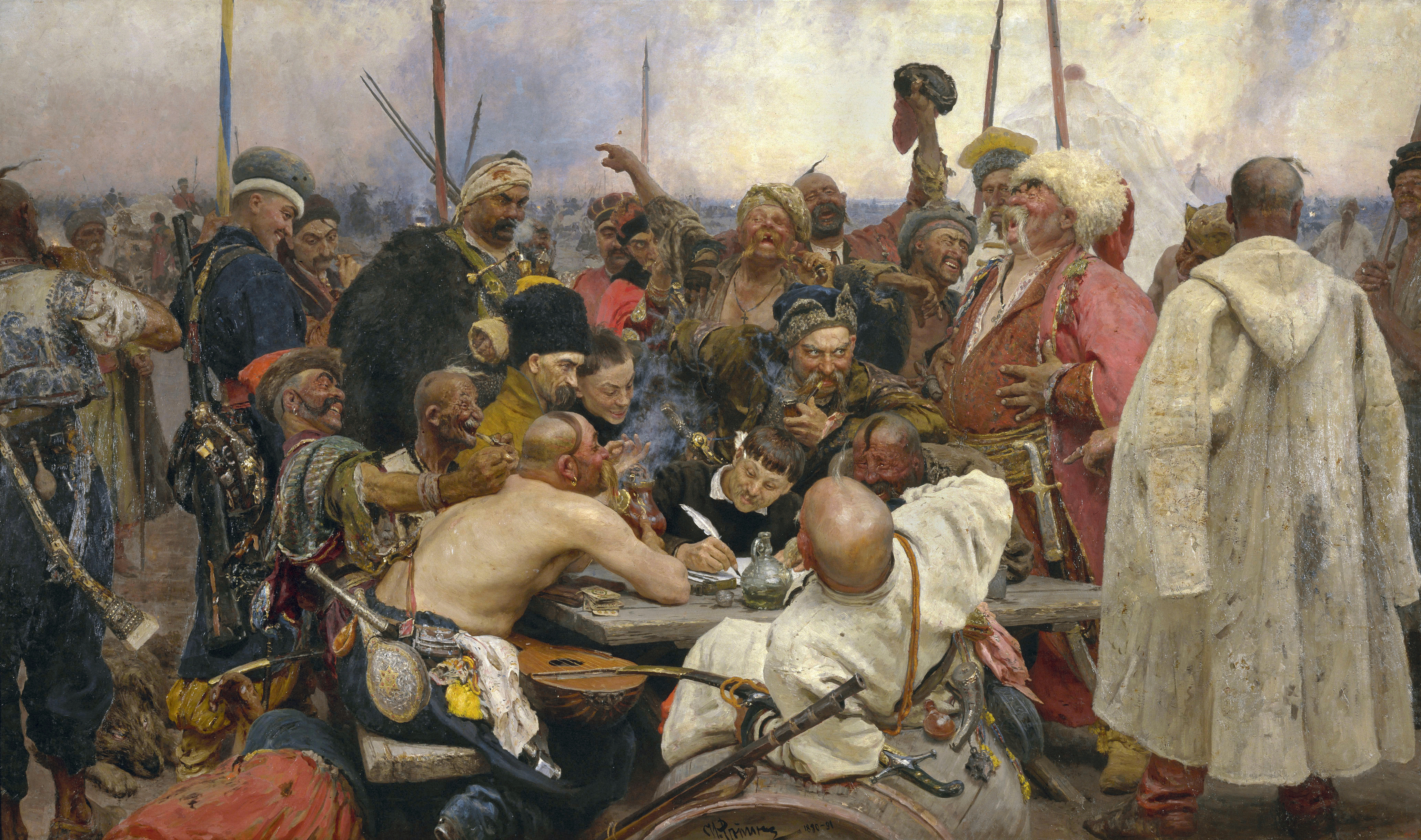
Ilja Jefimovics Repin: A zaporozsjei kozákok levelet írnak a szultánnak (1891), Orosz Múzeum, Szentpétervár

A történészek szerint legvalószínűbb, hogy a levél eredetije nem is levél volt, hanem valamilyen törökellenes röpirat, amelynek jellegéből adódóan ezek a pamfletek sokat változtak. 1675-ben IV. Mehmed oszmán szultán ki akarta terjeszteni az Oszmán Birodalom fennhatóságát a zaporizzsjai kozákok területére is. Mielőtt a török hadakat megindította volna, a kor szokása szerint levelet intézett a Zaporozsjei Had vezéréhez, amelyben ugyanolyan hódolást követelt magának, akárcsak Petro Dorosenko kozák hetman tette neki, és a harc nélküli megadás fejében kíméletes bánásmódot ígért. Szintén a kor szokása szerint a levélben felsorolta az őt megillető, keletiesen nagyzoló címeket is:

„IV. Mehmed tugrája
Én, a Szultán, a Tündöklő Porta ura, Muhammed fia, a Nap és a Hold fivére, Isten unokája és földi helytartója, a Makedón, Babilóniai, Jeruzsálemi királyságok, Nagy és Kis Egyiptom ura, a királyok felett király, uralkodó az uralkodók felett, példátlan lovag, senki által sem legyőzött harcos, az élet fájának birtokosa, Jézus Krisztus sírjának megingathatatlan őre, magának Istennek bizalmasa, a muzulmánok reménysége és vígasza, a keresztények megfélemlítője és nagy védelmezője, megparancsolom nektek, zaporozsjei kozákok, hogy önként adjátok meg magatokat nékem, mindenfajta ellenállás nélkül, és engem a ti támadásaitokkal sem merjetek nyugtalanítani.
Törökország Szultánja, IV. Mehmed.
”

A Zaporizzsjai kozákok ezredatamánja Iván Szirko, rendkívül goromba hangú üzenettel válaszolt a szultánnak, amelyben akkurátusan kitér a szultán minden egyes címére. 
A levél eredeti szövege:

„Запорожские казаки турецкому султану! Ти, султан, чорт турецкий, i проклятого чорта брат i товарищ, самого Люцеперя секретарь. Якiй ты в черта лыцарь, коли голою сракою ежака не вбъешь. Чорт высирае, а твое вiйско пожирае. Не будешь ты, сукiн ты сыну, сынiв христiянських пiд собой маты, твойого вiйска мы не боiмось, землею i водою будем биться з тобою, распройоб твою мать. Вавилоньский ты кухарь, Макидоньский колесник, Iерусалимський бравирник, Александрiйський козолуп, Великого и Малого Египта свинарь, Армянська злодиюка, Татарський сагайдак, Каменецкий кат, у всего свiту i пiдсвiту блазень, самого гаспида внук и нашего хуя крюк. Свиняча ты морда, кобыляча срака, рiзницька собака, нехрещений лоб, мать твою въеб. От так тобi запорожцi виcказали, плюгавче. Не будешь ти i свиней христiанских пасти. Теперь кончаемо, бо числа не знаемо i календаря не маемо, мiсяц у небi, год у книзя, а день такий у нас, якиi i у Вас, за це поцелуй в сраку нас!

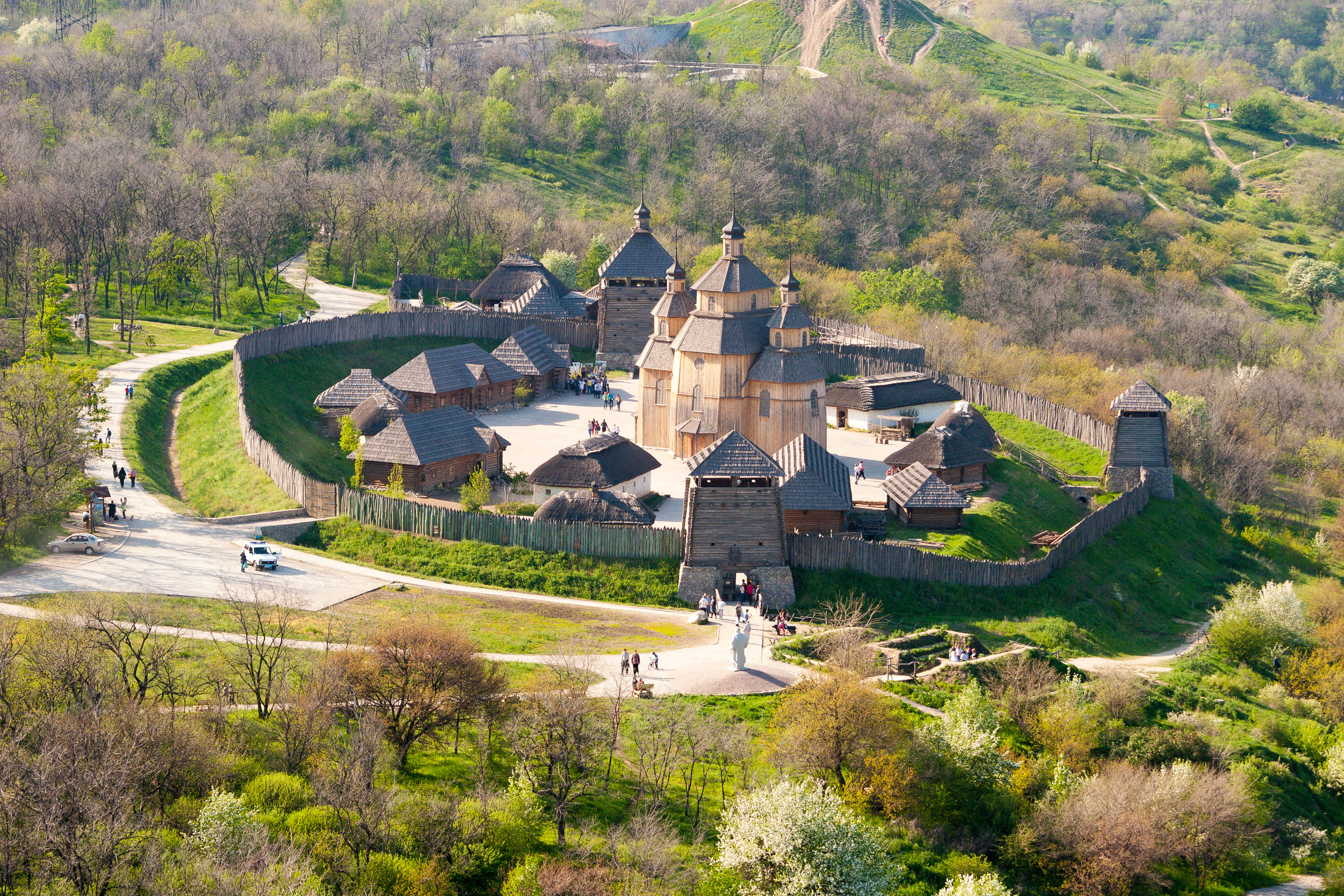
A zaporozsjei szics történelmi-kulturális komplexum Horticja szigetén

Пiдписали: Кошевой атаман Иван Сирко Зо всiм кошем Запорожськiм.”

Egy blogról származó fordítás:

„A zaporozsjei kozákok a török szultánnak!

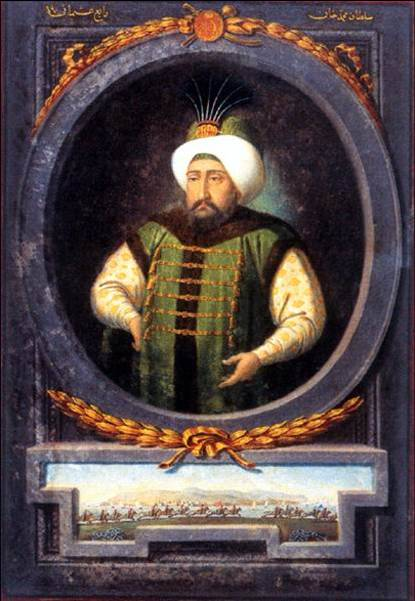
IV. Mehmed oszmán szultán portréja

Te – török sátán, az átkozott ördög testvére és rablótársa, magának Lucifernek titkára! Az ördögbe is, hát milyen lovag vagy te, ha csupasz seggel még egy sünt sem bírsz agyoncsapni? Az ördög kiszarja, a sereged meg felzabálja. Nem vagy te jó arra, hogy keresztény fiak éljenek alattad, a seregedtől nem félünk, földen és vízen megütközünk veled. Te babilóniai szakács, makedóniai kerékbetörő, jeruzsálemi serfőző, alekszandriai kecskebaszó, a Nagy és Kis Egyiptom disznópásztora, örmény disznó, tatár tegez, kamenyecki hóhér, podolszkiji gonosztevő, a világ és alvilág bohóca, magának a viperának unokája, és a faszunk görbülete. Te disznópofa, te kancasegg, te hentes kutyája, te kereszteletlen tökfej, hogy baszom az anyádat. No, imígyen szóltak hozzád a zaporozsjeiek, te takony. Még a keresztények disznajait sem fogod te terelgetni. Most befejezzük, mivel a dátumot nem tudjuk, kalendáriumunk nincs, a Hold az égen (szójáték, mert hónapot is jelent a „meszjac”), az év az évkönyvben, a nap meg ugyanaz, mint nálatok. Ezért seggbe is csókolhatsz minket.
Aláírók: Iván Szirko ezredatamán és az egész zaporozsjei sereg.”

A szultán személyes reakciója a levélre nem ismeretes, annyi bizonyos, hogy a törökök nem támadták meg a kozák állami szerveződés területét, Zaporozsjét. Más kozákok a lengyelek mellett harcoltak a törökök ellen, akik meg akarták hódítani Ukrajnát. Az 1667-es andruszovói békét követően a Bal parti Ukrajna területe a cári Oroszországhoz került, míg a Jobb parti Ukrajna és Kijev a Lengyel–Litván Államszövetség része maradt. 1676. október 17-én kötötték meg zsuravnói szerződést, amely lezárta az 1672–76-os lengyel–török háborút. A lengyel korona visszakapta 1672-ben elvesztett területeinek egy részét. Bár az Oszmán Birodalom továbbra is fenyegetést jelentett Lengyelország határaira, hét éven át tartó békeidőszak következett.
A kozákok eredeti válaszlevele nem maradt fenn, de az 1870-es években előkerült egy másolat, amelyet egy amatőr etnográfus készített a 18. században. Átadta a kor egyik híres történészének, Dmitrij Javornyickijnek, aki felolvasta vendégeinek, akik között Ilja Repin is megfordult nála. A festőművész érdeklődni kezdett a cselekmény iránt, és 1880-ban elkezdte megfesteni az első vázlatsorozatot. A legendás levél több irodalmi, illetve képzőművészeti alkotást is ihletett, de ezek közül a legismertebb Ilja Repin A zaporozsjei kozákok levelet írnak a szultánnak (1891) című festménye.

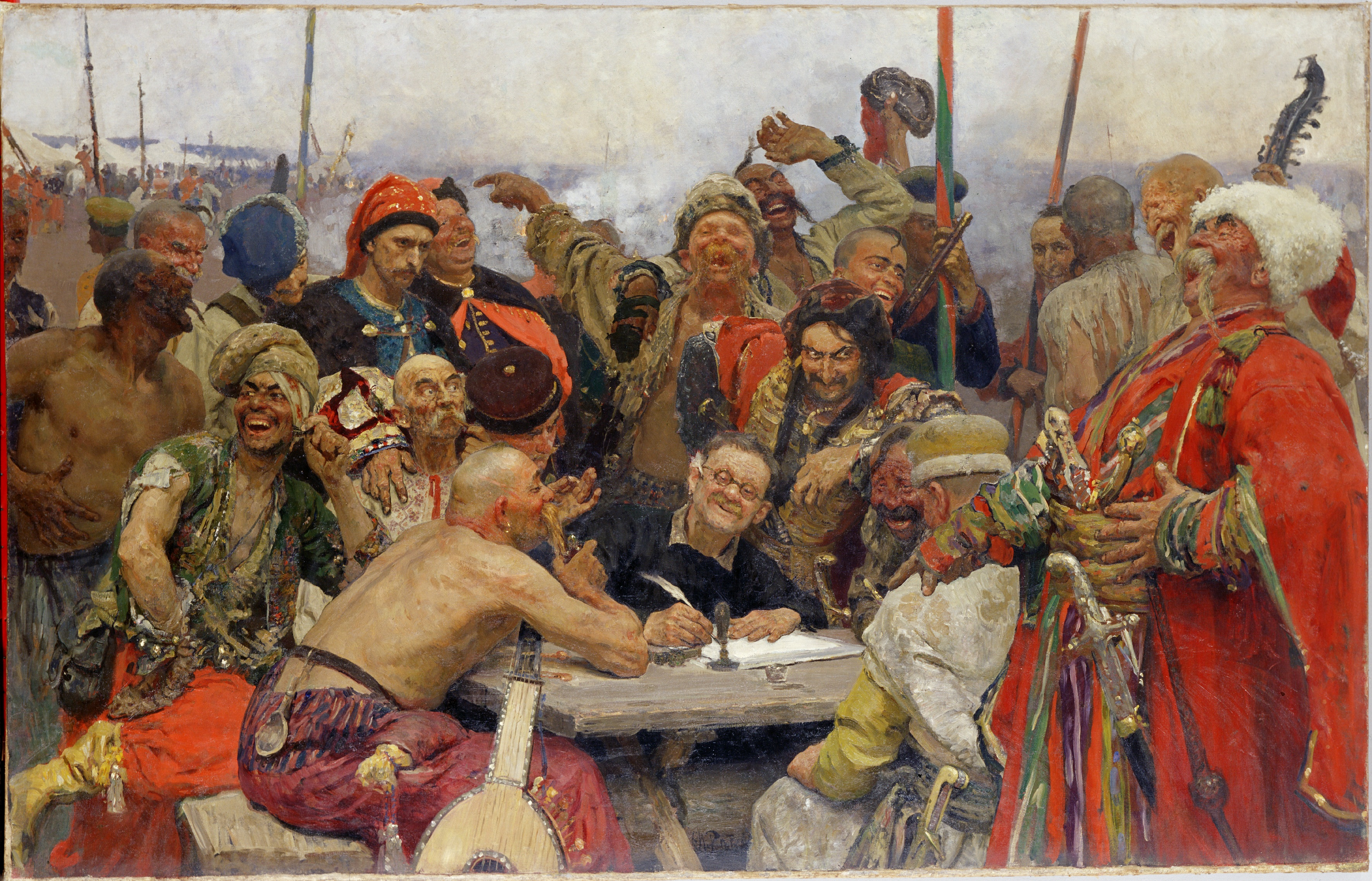
Repin művének ezt a verzióját a harkivi Művészeti Múzeumban őrzik